# Дерби дела Капитале
Дерби дела Капитале, известно още като Дерби Капитолино и Римското дерби (на италиански: Derby della Capitale, Il Derby Capitolino и Derby di Roma) е името на футболното дерби на Рим между отборите на „Лацио“ и „Рома“. В буквален превод името означава Дерби на Столицата.
Това дерби е сред най-ожесточените на света и през годините често е белязвано от инциденти – от насилие до расистки прояви на феновете. Исторически погледнато, привържениците на „Рома“ са с леви политически убеждения и са от работническата класа, докато тифозите на „Лацио“ са по-заможни, от средната класа и с десни политически възгледи. Първият мач между двата отбора се изиграва на 8 декември 1929 г. – тогава „Рома“ печели с 1:0. От 1953 г. Мачовете се играят на Стадио Олимпико.

## Инциденти
2 са по-големите инциденти, които се случват във връзка с тези мачове.
През 1979 г. фенът на „Лацио“ Винченцо Папарели умира, след като сигнална ракета, изстреляна от фен на „Рома“ от другия край на стадиона, го уцелва в окото. Това е и първият смъртен случай вследствие от насилие в италианския футбол.
През 2004 г. фалшив слух за прегазено от полицейска кола дете пред стадиона е причина мачът да бъде прекратен в 49-а минута. Въпреки че слухът е опроверган по радиоуредбата, запалянковците започват на буйстват, да скандират „Убийци!“ и да хвърлят факли и бутилки по полицаите, а фен нахлува на терена и съобщава на капитана на „Рома“ Франческо Тоти за „прегазеното“ дете. Мачът е прекратен, след като футболистите на „Рома“ отказват да играят и съдията Роберто Розети получава съответното нареждане от шефа на лигата Адриано Галиани. На стадиона започва бой между фенове и между фенове и полицаи, който се пренася и извън него и продължава 6 часа. Ранени са над 170 души.

## Рекорди
- Най-голямата победа за Рома е 5:0 през сезон 1933/1934.
- Най-голямата победа за Лацио е 3:0 през сезон 2006/2007.
- Най-много дербита за Рома е изиграл Франческо Тоти – 29.
- Най-много дербита за Лацио са изграли Алдо Пулчинели и Пино Уилсън – по 19.
- Винченцо Монтела е вкарал най-много голове в един мач – 4 при победата на Рома с 5:1 през сезон 2001/2002.

## Статистика
|       | Серия А | Серия А | Серия А | Серия А | Серия А | Копа Италия | Копа Италия | Копа Италия | Копа Италия | Копа Италия | Други | Други | Други | Други | Други | Общо | Общо | Общо | Общо | Общо |
| ----- | ------- | ------- | ------- | ------- | ------- | ----------- | ----------- | ----------- | ----------- | ----------- | ----- | ----- | ----- | ----- | ----- | ---- | ---- | ---- | ---- | ---- |
| П     | Р       | З       | ВГ      | ДГ      | П       | Р           | З           | ВГ          | ДГ          | П           | Р     | З     | ВГ    | ДГ    | П     | Р    | З    | ВГ   | ДГ   |      |
| Рома  | 47      | 54      | 33      | 162     | 128     | 9           | 3           | 5           | 21          | 16          | 6     | 3     | 6     | 20    | 19    | 62   | 60   | 44   | 203  | 163  |
| Лацио | 33      | 54      | 47      | 128     | 162     | 5           | 3           | 9           | 16          | 21          | 6     | 3     | 6     | 19    | 20    | 44   | 60   | 62   | 163  | 203  |